# Salpingotus crassicauda
Salpingotus crassicauda és una espècie de mamífer rosegador de la família dels dipòdids. Viu a la Xina, el Kazakhstan i Mongòlia. Es tracta d'un animal nocturn i solitari que de tant en tant és actiu durant el crepuscle. S'alimenta d'insectes, aràcnids i vegetació (principalment llavors). Els seus hàbitats naturals són els deserts i les estepes. Està amenaçat per les sequeres, l'exhauriment dels recursos hídrics, la depredació, el pasturatge excessiu i els atropellaments.